# Улица Высоцкого (Москва)
Улица Высо́цкого (до 29 июля 2015 — Ни́жний Тага́нский тупик и Ве́рхний Тага́нский тупик) — улица в центре Москвы, примыкающая к Верхней Радищевской улице.

## Происхождение названия
Улица получила название 29 июля 2015 года в память о советском поэте, актёре и авторе-исполнителе песен Владимире Семёновиче Высоцком (1938—1980).
Улица Высоцкого была образована объединением Нижнего и Верхнего Таганских тупиков. Нижний Таганский тупик был назван в 1932 году по близлежащей Таганской площади. Ранее назывался Нижний Таганский переулок. В середине XIX века назывался переулок Тупик.
Верхний Таганский тупик получил название в 1936 году по Таганской площади. В 1919—1922 годах в результате хаотичных «революционных» переименований он назывался Интернациональный тупик.
- 1853 год: переулок Тупикъ[4]
- Таблички со старым названием части улицы и новым названием

## История
Нижний и Верхний Таганские тупики возникли на склоне Таганского холма при застройке в XVIII веке Таганской слободы. К Нижнему Таганскому тупику спускались дворы домов, расположенных по Верхней Болвановской (ныне Верхней Радищевской) улице. Первоначально тупик выходил на улицу Земляной вал. В 1980 году в результате реконструкции и расширения Театра на Таганке (Земляной вал, 76) выход Нижнего Таганского тупика на Земляной вал был закрыт. В 1992 году в тупике открыт музей В. С. Высоцкого.
На заседании Межведомственной комиссии по наименованию территориальных единиц Москвы в мае 2015 года было принято решение увековечить Владимира Высоцкого, присвоив Верхнему и Нижнему Таганским тупикам название «Улица Высоцкого». В конце июля 2015 года вышло Постановление правительства Москвы о присвоении названия улице.
В 2018 году Алексей Венедиктов рассказал о своей роли в появлении топонима:

Ну, послушайте, вы помните эту историю с улицей Высоцкого, когда я зашёл к Собянину — мне было сказано: «Иди туда, наверх» — я зашел наверх... до тех пор пока я не обратился к Путину по поводу улицы Высоцкого, её не было. Вы что, правда думаете, что я никуда больше не обращался?— Передача «Будем наблюдать» на радио «Эхе Москвы» 13.01.2018

## Примечательные здания и сооружения
По чётной стороне:
- № 2/17 — угловой дом, принадлежавший К. И. Семёновой и Е. П. Ивановой (1899, архитектор Н. И. Какорин)

По нечётной стороне:
- № 3 — Государственный культурный центр-музей В. С. Высоцкого «Дом Высоцкого на Таганке»